# La Matanza de Acentejo
La Matanza de Acentejo er en by og kommune i det sydvestlige Spanien på øen Tenerife i provinsen Santa Cruz de Tenerife, De Kanariske Øer. Den har et indbyggertal på 9.160 (2024) indbyggere.